# Paray-Vieille-Poste
Paray-Vieille-Poste és un municipi francès, situat al departament de l'Essonne i a la regió de Illa de França. L'any 2007 tenia 7.179 habitants.
Forma part del cantó d'Athis-Mons i del districte de Palaiseau. I des del 2016, de la divisió Grand-Orly Seine Bièvre de la Metròpoli del Gran París.

## Demografia

### Població
El 2007 la població de fet de Paray-Vieille-Poste era de 7.179 persones. Hi havia 2.925 famílies, de les quals 967 eren unipersonals (401 homes vivint sols i 566 dones vivint soles), 810 parelles sense fills, 947 parelles amb fills i 201 famílies monoparentals amb fills.
La població ha evolucionat segons el següent gràfic:
Habitants censats

### Habitatges
El 2007 hi havia 3.173 habitatges, 2.977 eren l'habitatge principal de la família, 31 eren segones residències i 165 estaven desocupats. 2.177 eren cases i 946 eren apartaments. Dels 2.977 habitatges principals, 1.937 estaven ocupats pels seus propietaris, 955 estaven llogats i ocupats pels llogaters i 85 estaven cedits a títol gratuït; 227 tenien una cambra, 391 en tenien dues, 690 en tenien tres, 758 en tenien quatre i 911 en tenien cinc o més. 2.104 habitatges disposaven pel capbaix d'una plaça de pàrquing. A 1.498 habitatges hi havia un automòbil i a 1.050 n'hi havia dos o més.

### Piràmide de població
La piràmide de població per edats i sexe el 2009 era:
| Homes | Edats   | Dones |
| ----- | ------- | ----- |
| 0     | 95 o +  | 0     |
| 12    | 90 a 94 | 32    |
| 32    | 85 a 89 | 60    |
| 56    | 80 a 84 | 84    |
| 72    | 75 a 79 | 152   |
| 156   | 70 a 74 | 172   |
| 208   | 65 a 69 | 220   |
| 172   | 60 a 64 | 236   |
| 212   | 55 a 59 | 212   |
| 244   | 50 a 54 | 208   |
| 292   | 45 a 49 | 268   |
| 244   | 40 a 44 | 264   |
| 248   | 35 a 39 | 284   |
| 260   | 30 a 34 | 272   |
| 228   | 25 a 29 | 240   |
| 216   | 20 a 24 | 196   |
| 188   | 15 a 19 | 264   |
| 200   | 10 a 14 | 220   |
| 208   | 5 a 9   | 224   |
| 160   | 0 a 4   | 164   |

## Economia
El 2007 la població en edat de treballar era de 4.633 persones, 3.478 eren actives i 1.155 eren inactives. De les 3.478 persones actives 3.244 estaven ocupades (1.671 homes i 1.573 dones) i 233 estaven aturades (100 homes i 133 dones). De les 1.155 persones inactives 393 estaven jubilades, 422 estaven estudiant i 340 estaven classificades com a «altres inactius».

### Ingressos
El 2009 a Paray-Vieille-Poste hi havia 3.026 unitats fiscals que integraven 7.406,5 persones, la mediana anual d'ingressos fiscals per persona era de 22.610 €.

### Activitats econòmiques
Dels 476 establiments que hi havia el 2007, 4 eren d'empreses extractives, 5 d'empreses alimentàries, 1 d'una empresa de fabricació de material elèctric, 2 d'empreses de fabricació d'elements pel transport, 15 d'empreses de fabricació d'altres productes industrials, 82 d'empreses de construcció, 126 d'empreses de comerç i reparació d'automòbils, 33 d'empreses de transport, 33 d'empreses d'hostatgeria i restauració, 7 d'empreses d'informació i comunicació, 18 d'empreses financeres, 26 d'empreses immobiliàries, 61 d'empreses de serveis, 43 d'entitats de l'administració pública i 20 d'empreses classificades com a «altres activitats de serveis».
Dels 129 establiments de servei als particulars que hi havia el 2009, 1 era una oficina de correu, 4 oficines bancàries, 1 funerària, 9 tallers de reparació d'automòbils i de material agrícola, 2 autoescoles, 17 paletes, 11 guixaires pintors, 11 fusteries, 17 lampisteries, 8 electricistes, 9 empreses de construcció, 8 perruqueries, 1 veterinari, 1 agència de treball temporal, 18 restaurants, 7 agències immobiliàries i 4 salons de bellesa.
Dels 29 establiments comercials que hi havia el 2009, 4 eren botiges de menys de 120 m², 3 fleques, 5 carnisseries, 2 llibreries, 5 botigues de roba, 2 botigues d'equipament de la llar, 1 una sabateria, 3 perfumeries i 4 floristeries.

## Equipaments sanitaris i escolars
El 2009 hi havia 4 farmàcies i 3 ambulàncies.
El 2009 hi havia 2 escoles maternals i 2 escoles elementals. Paray-Vieille-Poste disposava d'un col·legi d'educació secundària amb 427 alumnes.

## Poblacions més properes
El següent diagrama mostra les poblacions més properes.